# Александрова, Дина Григорьевна
Ди́на Григо́рьевна Алекса́ндрова (род. 9 августа 1992, Чебоксары, Чувашия, Россия) — российская легкоатлетка, специализирующаяся в беге на средние и длинные дистанции. Чемпионка России по кроссу (2015) и на дистанции 1500 метров в помещении (2022). Мастер спорта России.

## Биография
Первых успехов добилась, тренируясь в Чебоксарах у Николая Захарова и Галины Архиповой. Уже в 17 лет выполнила норматив мастера спорта на дистанции 800 метров, показав результат 2.03,25 на молодёжном первенстве России. Участвовала в чемпионате Европы среди юниоров 2011 года в беге на 1500 метров, где заняла 11-е место (4.34,87).
Параллельно с выступлениями на беговой дорожке, выходила на старт и в смежных дисциплинах лёгкой атлетики, кроссе и горном беге. Совмещение оказалось более чем успешным. В 2012 году Дина выиграла бронзовые медали чемпионатов России в горном беге (вверх) и кроссе на 6 км.
В летнем сезоне 2013 года на командном чемпионате России установила личный рекорд на дистанции 1500 метров — 4.14,63.
В 2015 году начала тренироваться под руководством Валерия Руденко в Курске. Результатом совместной работы стало звание чемпионки России в кроссе на 2 км, добытое в конце апреля в подмосковном Жуковском. Этот титул, добытый в упорной борьбе с Екатериной Соколенко, стал первым в карьере Дины.
С 2015 года регулярно стала проходить отбор в финалы летних и зимних чемпионатов страны на дистанциях 800 и 1500 метров. В 2016 году заняла пятое место на 1500 метров с личным рекордом 4.10,83.
В 2015 и 2017 году становилась серебряным призёром чемпионатов России по эстафетному бегу в эстафетах 4×800 и 800+400+200+100 метров соответственно.
Летом 2023 года стало известно о том, Дина Александрова готовится дебютировать на марафоне. Спортсменка завершила выступления на соревнованиях в беге на средние дистанции. Новым тренером Дины стал Степан Киселёв, российский марафонец.
Дебют Дины состоялся на соревновании по марафону «Белые Ночи» в Санкт-Петербурге, где спортсменка заняла 3 место среди женщин с результатом 2:33:17.
В сентябре 2023 Дина завоевала серебряную медаль на Московском марафоне с результатом 2:33:06.
Спортсменка продолжила тренироваться под опекой Степана Киселева, об её подготовке к очередным стартам на длинные дистанции стало известно из открытых источников и социальных сетей. Так, в марте 2024 у Дины прошли сборы в городе Итэн (Кения).
21 апреля 2024 года победила в марафоне в Цюрихе, преодолев 42 километра 195 метров с результатом 2:29:00. Это стало личным рекордом спортсменки.

## Основные результаты
| Год  | Турнир                           | Место проведения     | Дисциплина   | Место | Результат |
| ---- | -------------------------------- | -------------------- | ------------ | ----- | --------- |
| 2011 | Чемпионат Европы среди юниоров   | Таллин, Эстония      | 1500 м       | 11-е  | 4.34,87   |
| 2012 | Чемпионат России по горному бегу | Железноводск, Россия | 5 км (вверх) | 3-е   | 45.28     |
| 2012 | Чемпионат России по кроссу       | Жуковский, Россия    | кросс 6 км   | 3-е   | 20.20     |
| 2013 | Командный чемпионат России       | Сочи, Россия         | 800 м        | 7-е   | 2.03,86   |
| 2013 | Командный чемпионат России       | Сочи, Россия         | 1500 м       | 4-е   | 4.14,63   |
| 2014 | Чемпионат России в помещении     | Москва, Россия       | 800 м        | 9-е   | 2.04,74   |
| 2015 | Чемпионат России в помещении     | Москва, Россия       | 800 м        | 17-е  | 2.04,89   |
| 2015 | Чемпионат России в помещении     | Москва, Россия       | 1500 м       | 7-е   | 4.20,31   |
| 2015 | Чемпионат России по кроссу       | Жуковский, Россия    | кросс 2 км   | 1-е   | 6.04      |
| 2015 | Чемпионат России                 | Чебоксары, Россия    | 800 м        | 6-е   | 2.02,84   |
| 2016 | Чемпионат России в помещении     | Москва, Россия       | 800 м        | 13-е  | 2.05,32   |
| 2016 | Чемпионат России в помещении     | Москва, Россия       | 1500 м       | 6-е   | 4.18,18   |
| 2016 | Чемпионат России                 | Чебоксары, Россия    | 800 м        | 10-е  | 2.03,33   |
| 2016 | Чемпионат России                 | Чебоксары, Россия    | 1500 м       | 5-е   | 4.10,83   |
| 2017 | Чемпионат России в помещении     | Москва, Россия       | 800 м        | 8-е   | 2.04,28   |
| 2017 | Чемпионат России в помещении     | Москва, Россия       | 1500 м       | 5-е   | 4.14,65   |
| 2017 | Чемпионат России                 | Жуковский, Россия    | 800 м        | 7-е   | 2.03,06   |
| 2017 | Чемпионат России                 | Жуковский, Россия    | 1500 м       | 8-е   | 4.14,06   |
| 2018 | Чемпионат России в помещении     | Москва, Россия       | 800 м        | 5-е   | 2.05,87   |
| 2018 | Чемпионат России в помещении     | Москва, Россия       | 1500 м       | 4-е   | 4.14,41   |
| 2024 | Zurich Marathon 2024             | Цюрих, Швейцария     | Марафон      | 1-е   | 2:29:00   |